# Джеймс МакКлелланд (психолог)
Джеймс Ллойд «Джей» МакКлелланд (1 грудня 1948) — стипендіат фонду Люсі Стерн, професор Стенфордського університету, колишній завідувач кафедри психології. Найвідомішою його роботою є дослідження статистичного навчання та паралельно розподіленої обробки даних, застосовуючи конекціоністські моделі (моделі нейронних мереж), щоб пояснити когнітивні явища, такі як розпізнавання усного мовлення і письма. МакКлелланд зробив грандіозний внесок стосовно «революції конекціонізму» 1980-х років, що спричинила неабиякий зріст наукової зацікавленості у конекціонізмі.

## Юнісь та освіта
МакКлелланд народився 1 грудня 1948 у сім'ї Волтер Мура і Френсіс (Шаффер) МакКлелландів. Він отримав ступінь бакалавра в області психології в Колумбійському університеті в 1970 році, і докторський ступінь з когнітивної психології в Пенсильванському університеті в 1975 році. 6 травня 1978 одружився з Хейді Марша Фельдман, має двох дочок.

## Кар'єра
У 1986 році МакКлелланд з Девідом Румельхартом опублікували «Паралельно розподілена обробка: Дослідження з мікроструктури пізнання», яку деякі досі розглядають як біблію для когнітивних вчених. Зараз його робота здебільшого фокусується на навчанні, процесах пам'яті, і психолінгвістиці, як і раніше в рамках коннекціоністських моделей. Він є колишнійм головою комітету премії Румельхарта, у співпраці з Румельхартом, що тривала багато років, і сам отримав нагороду в 2010 році на щорічній конференції спілки когнітивістів.
МакКлелланд і Девід Румельхарт відомі своєю дискусією зі Стівеном Пінкером і Аланом Принцом про необхідність мовно-сецифічного модуля навчання.
Восени 2006 року МакКлелланд переїхав до Стенфордського університету з Університету Карнегі-Меллона, де він був професором психології та когнітивної нейронауки. Він також має неповне призначення консультуючого професора неврології та афазії дослідницького підрозділу (Нару) в Школі психологічних наук Манчестерського університету.

## Нагороди
- Премія «Розум і мозок»[4]
- Премія Гравемайєра Університету Луїсвілля в галузі психології, 2002[3]
- Премія Вільяма У. Каммінга від Колумбійського університету, 1970[3]
- Нагорода за Професійний розвиток науковця від Національного інституту психічного здоров'я, 1981-86, 1987-97[3]
- Науковий співробітник Національного наукового фонду, 1970-73[3]
- Премія Румельхарта 2010[5]
- Премія Ш. де Карвальо-Хайнекена 2014[6]